# شورفلینگ ام اترزی
شورفلینگ ام اترزی (به آلمانی: Schörfling am Attersee) یک منطقهٔ مسکونی در اتریش است که در فوکلابروک واقع شده‌است. شورفلینگ ام اترزی ۲۳ کیلومتر مربع مساحت دارد ۵۱۲ متر بالاتر از سطح دریا واقع شده‌است.

## خواهرخوانده
شهر وانفرید خواهرخواندهٔ شورفلینگ ام اترزی هست.